# 黒葛原真奈
黒葛原 真奈（つづらはら まな、4月9日- ）は、日本の女性声優。千葉県千葉市出身。テクノライズ合同会社・声優事業部所属所属。

## 人物
以前はdeux-plus、マック・ミックに所属していた。
趣味は歌、編み物、歌、手帳、ドラム、和菓子食べ比べ、文字を書く事。特技はしっぽで猫の気持ちが分かる。
資格は普通自動車免許{。

## 出演作品

### テレビアニメ
2011年
- フリージング（オードリー＝デュバル[4]、オペレーターD）

### ドラマCD
- お気楽戦士レギュラーマン（コダチ）
- 銀河鉄道物語～最果ての天使アンジェラ～
- 神様はじめました 神と神使の契約
- 世直し同好会（大城まどか）
- ヤビツ高校生徒会室（ギャルな高校生）

### ゲーム
- イースV（エフィ）
- プリウスオンライン

### ナレーション
- 千葉テレビ頑張れ!甲子園
- CASIO HIGH SPEED EXILIM イベントレポート
- 下町の風をパチリ!!-なぎら健壱のカメラ散歩-

### CM
- 千葉県牛乳普及協会

### イベント
- BASARA2006 清澄庭園平安絵巻（語り部）
- 東京ゲームショウCD販売ブース（MC）
- アクションチームATT企画「エンターテインメントライブ」（歌、MC他）
- 美智ウィアンコレセプション&ミニコンサート（司会）

### 舞台
- 劇団一劇
  - Day of Wolves（綾）
  - 九頭龍忍法帳（明莉）
- 劇団コンビニ。
  - 人間は考える菓子
- セカンドエリアプロデュース
  - 愛レンジャー+@～
  - 第五章～9番テーブルの客

### その他コンテンツ
- 『小学館の名作文芸朗読シリーズ』『美しく生まれたばかりに』[5]